# 태풍 주디 (1979년)
태풍 주디 (JUDY)는 1979년 8월에 발생한 태풍 제11호이다. 1979년 8월 24일부터 26일 사이 대한민국 남부 지방에 영향을 주었던 태풍이다.

## 개요
태풍은 한반도에 직접 상륙하지 않고, 한반도의 남쪽을 통과할 뿐이었다. 그러나 태풍의 전면수렴대의 영향이 절정이었던 8월 25일 하루에만 남부 지방 곳곳에 300mm 이상의 호우가 쏟아져, 대한민국에서는 사망자와 실종자 수가 136명에 달해 막대한 피해가되었다.
태풍이 한반도 남쪽을 통과했을 때의 세력은 그다지 강하지 않고, 중심기압 990hPa 남짓에 불과했지만, 당시에 한반도의 남부에 비구름이 발달하기 쉬운 조건이 갖춰져 있고, 1주일 전에 한반도에 상륙했던 태풍 어빙의 여파가 남아 있던 것 등이 피해를 더 커지게 했다.

## 주요 관측값

### 최저해면기압
- 제주 991.1hPa
- 서귀포 991.1hPa
- 목포 993.9hPa
- 광주 993.9hPa
- 통영 994.1hPa

### 최대풍속
- 여수 14.0m/s
- 남해 13.5m/s
- 울릉도 13.3m/s
- 부산 12.7m/s
- 서귀포 12.0m/s

### 최대순간풍속
- 여수 26.4m/s
- 제주 20.3m/s
- 통영 20.0m/s
- 울릉도 18.5m/s
- 서귀포 17.8m/s

### 일최다강수량
- 통영 340.5mm
- 남해 324.5mm
- 완도 282.5mm
- 밀양 271.4mm
- 거제 263.6mm
- 서귀포 260.6mm
- 장흥 258.1mm
- 여수 257.1mm

### 1시간최다강수량
- 완도 86.0mm
- 장흥 60.0mm
- 밀양 60.0mm
- 이천 56.5mm
- 제주 55.9mm
- 산청 55.6mm
- 통영 55.0mm
- 여수 53.5mm

### 총 강수량 (8월 24~26일)
- 통영 401.8mm
- 남해 370.0mm
- 완도 350.5mm
- 서귀포 340.8mm
- 밀양 336.5mm
- 제주 308.3mm
- 거제 307.9mm
- 여수 304.5mm